# آگوست کارل جوزف کوردا
آگوست کارل جوزف کوردا (انگلیسی: August Carl Joseph Corda؛ ۱۵ نوامبر ۱۸۰۹ – ۱۸۴۹ )، پزشک و قارچ‌شناس اهل جمهوری چک بود.